# 헥사진
헥사진(hexazine)은 질소 원자 여섯 개로된 분자이다. 벤젠의 모든 메틴기가 질소로 치환된 물질이다. 벤젠의 메틴기가 질소로 치환된 아진 중에서 펜타진과 함께 미발견 상태이다.

## 같이 보기
- 벤젠
- 다이아진
- 트라이아진
- 테트라진
- 펜타진
- 사질소
- 옥타아자큐베인